# Trepadonia
Trepadonia là một chi thực vật có hoa trong họ Cúc (Asteraceae).

## Loài
Chi Trepadonia gồm các loài: